# Grootegast (waterschap)
Grootegast is een voormalig waterschap in de Nederlandse provincie Groningen.
Het waterschap lag tussen de dorpen Grootegast en Lutjegast. De belangrijkste watergang was een gedeelte van het Kolonelsdiep langs de Caspar Roblesdijk aan het eind waarvan de molen van het schap stond. Deze sloeg uit op de Grootegastemertocht. 
Waterstaatkundig gezien ligt het gebied sinds 1995 binnen dat van het waterschap Noorderzijlvest.